# Cartes des Naudin
Les Cartes des Naudin sont un atlas géographique de la Lorraine réalisé par quatre ingénieurs géographes, attachés au ministère de la Guerre du royaume de France, dont l'atelier était installé à Versailles. Cet atlas est réalisé entre 1728 à 1739 sur ordre du pouvoir royal sur des territoires à enjeu, particulièrement dans les régions frontalières allant de Dunkerque à la porte des Flandres, à Lauterbourg dans le nord de l'Alsace.

## Conservation, consultation
Les cartes sont conservées à la Médiathèque de Metz, du Service Historique de la Défense au Château de Vincennes, de l'Institut Géographique National.
Elles sont mises à disposition sur le site Internet du Comité d’Histoire Régionale de la Région Grand Est.

## Contenu
L'atlas est composé de cartes topographiques, présentant une vue zénithale, verticale des régions décrites dans ses moindres détails, à une échelle de 3 lignes pour 100 toises, soit environ 1/28 000e.
Seuls quelques éléments singuliers sont représentés en élévation (exemple : les croix de chemin représentent des repères importants). La carte est un outil militaire au service du prince. Elle traduit aussi le souci d'administrer le pays en représentant de manière détaillée les voiries, les cultures, les forêts, etc. Elle a également une dimension artistique indéniable, et utilise largement la couleur pour parfaire la lisibilité.

## Intérêt historique
Les cartes des Naudin sont une mine d'information sur l'occupation des territoires représentés au XVIIIe siècle. Leur utilisation toutefois doit être faite aujourd'hui avec circonspection car leur mode d'élaboration, qui ne s'appuie pas sur des coordonnées géodésiques, conduit à des déformations des distances et des orientations.

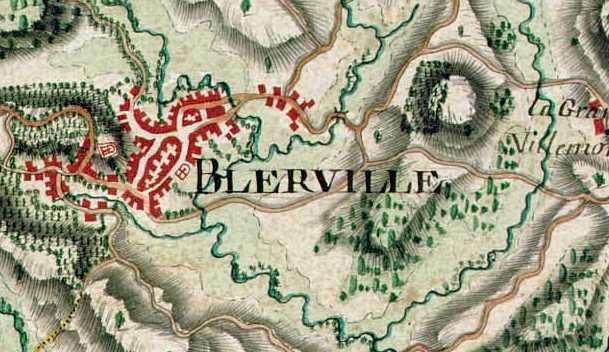
Village de Bleurville.
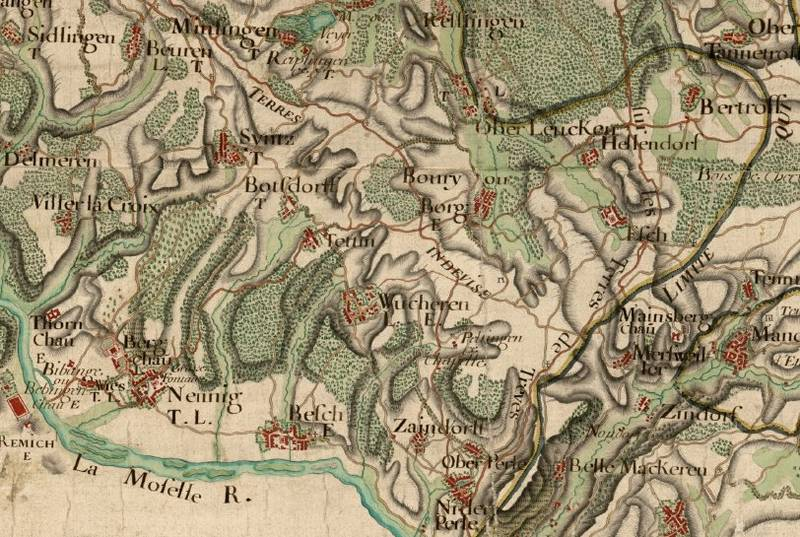
exemple d'une carte des Naudin.